# How Jones Lost His Roll
How Jones Lost His Roll è un cortometraggio muto del 1905 diretto da Edwin S. Porter.

## Produzione
Il film fu prodotto dalla Edison Manufacturing Company.

## Distribuzione
Distribuito dalla Edison Manufacturing Company, il film - un cortometraggio in una bobina - uscì nelle sale cinematografiche USA nel maggio 1905.
Copia della pellicola viene conservata negli archivi della Library of Congress.